# Euphyia luctuosaria
Euphyia luctuosaria là một loài bướm đêm trong họ Geometridae.